# Jasper (Georgia)
Jasper è una città degli Stati Uniti d'America, situata in Georgia, nella Contea di Pickens, della quale è il capoluogo.